# Army of Freshmen
Army of Freshmen je americká rocková hudební kapela, která vznikla v roce 1997 v kalifornském městě Ventura.  Tato šestičlenná skupina hraje ve složení: Chris Jay (zpěv), Aaron Goldberg (kytara, zpěv), Owen Bucey (klávesy, zpěv), Dan Clark (klávesy, minimoog), Kai Dodson (basová kytara), James Schlachter (bicí, perkuse).
Debutové eponymní album kapely Army of Freshmen bylo vydáno až čtyři roky po založení, v polovině roku 2001. Tuto desku následovala další čtyři alba; druhé Beg, Borrow, Steal (2004); Under the Radar z léta roku 2006, jež se jako jediné umístilo v několika oblastních žebříčcích časopisu Billboard, a dále Above the Atmosphere vydané roku 2008. Posledním přírůstkem se stalo album Happy to Be Alive, které Army of Freshmen uvedla 13. listopadu 2012 ve spolupráci s vydavatelstvím Arkive Records.
Mimo vícestopých studiovek nahrála skupina ještě dvě Extended Play a dle vlastních slov zahrála na více než patnácti stech koncertech ve 43 státech USA a 13 dalších zemích. Píseň „I'm a Teenage Dragonslayer“ se objevila v soundtracku k filmu Adventures of a Teenage Dragonslayer. 

## Členové kapely
Současná sestava
- Chris Jay – zpěv
- Aaron Goldberg – kytara, zpěv
- Owen Bucey – klávesy, zpěv
- Dan Clark – klávesy, minimoog
- Kai Dodson – basová kytara
- James Schlachter – bicí

Dřívější členové
- Mike Milligan – bicí
- Mike Rini – bicí
- One' Neilsen – basová kytara
- Jon Blackburn – bicí

## Diskografie
- Army of Freshmen (2001)
- Beg, Borrow, Steal (2004)
- Under the Radar (2006)
- Above the Atmosphere (2008)
- Happy to Be Alive (2012)